# John M. Kosterlitz
John Michael Kosterlitz (født 22. juni 1943 i Aberdeen) er professor i fysik ved Brown University og søn af biokemikeren Hans Kosterlitz. Han modtog i 2016 årets Nobelpris i fysik sammen med David J. Thouless og F. Duncan Haldane for sit arbejde med faststoffysik.
Han blev født i Aberdeen, Skotland af tysk-jødiske indvandrede forældre. Han fik sin eksamen i Gonville and Caius College ved Universitetet i Cambridge. I 1969 blev han fil.dr. ved Brasenose College, Oxfords universitet.
I 2016 modtog Michael Kosterlitz Nobelprisen i fysik,